# Skärlinge

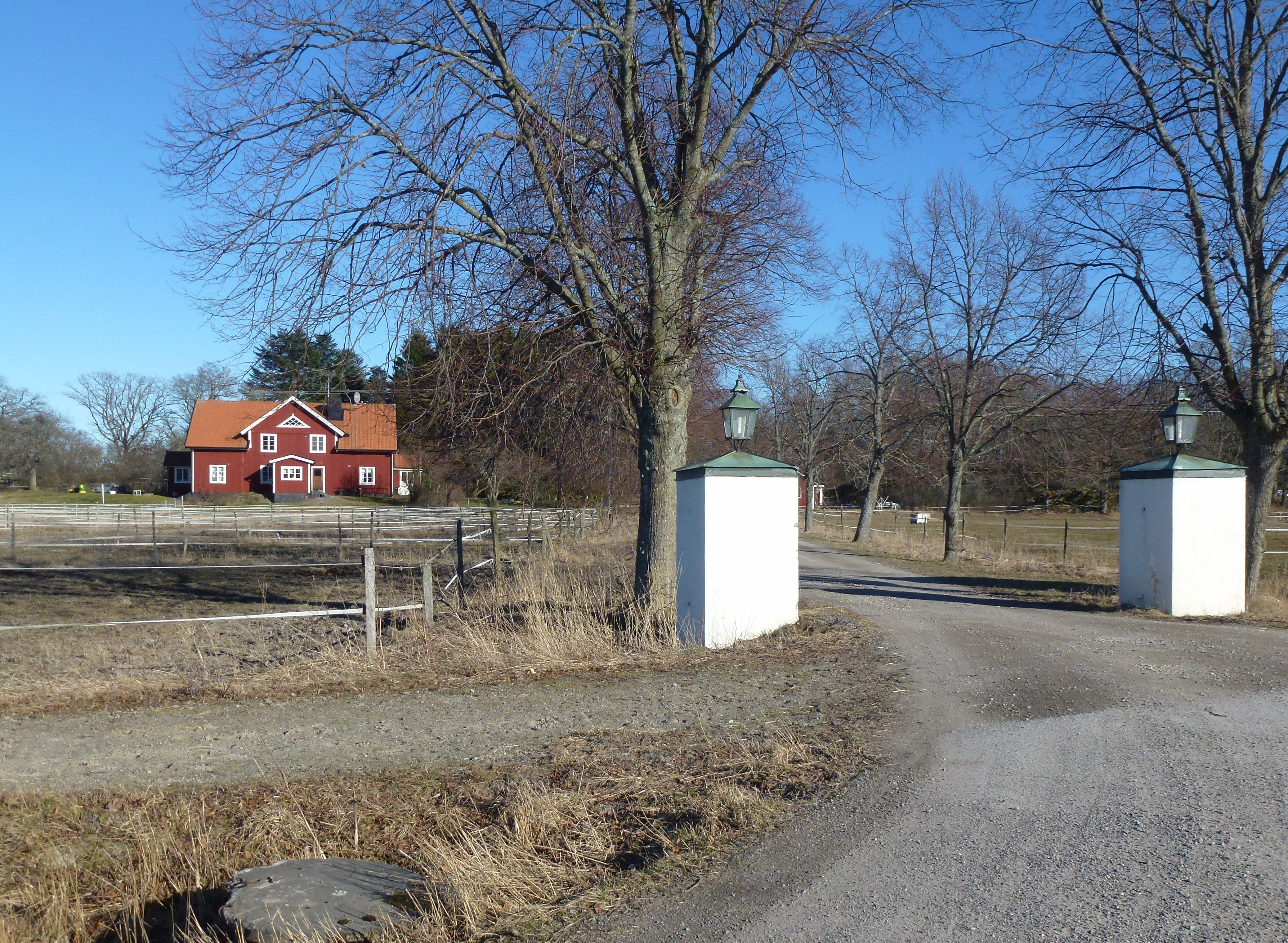
Skärlinge gård

Skärlinge är en herrgård i Sorunda socken, väster om Nynäshamn i Nynäshamns kommun.
Skärlinge omtalas första gången 1498 ('Skællinge'), då Arvid Trolle hade en landbo, Lars finne i torpet Skärlinge. 1562 innehade Björn Pedersson (Bååt) ett frälsetorp som räntar 1 mark, 6 öre och 16 penningar årligen.